# Голема-Раковица
Голема-Раковица (болг. Голема Раковица) — село в Болгарии. Находится в Софийской области, входит в общину Елин-Пелин. Население составляет 416 человек (2022).

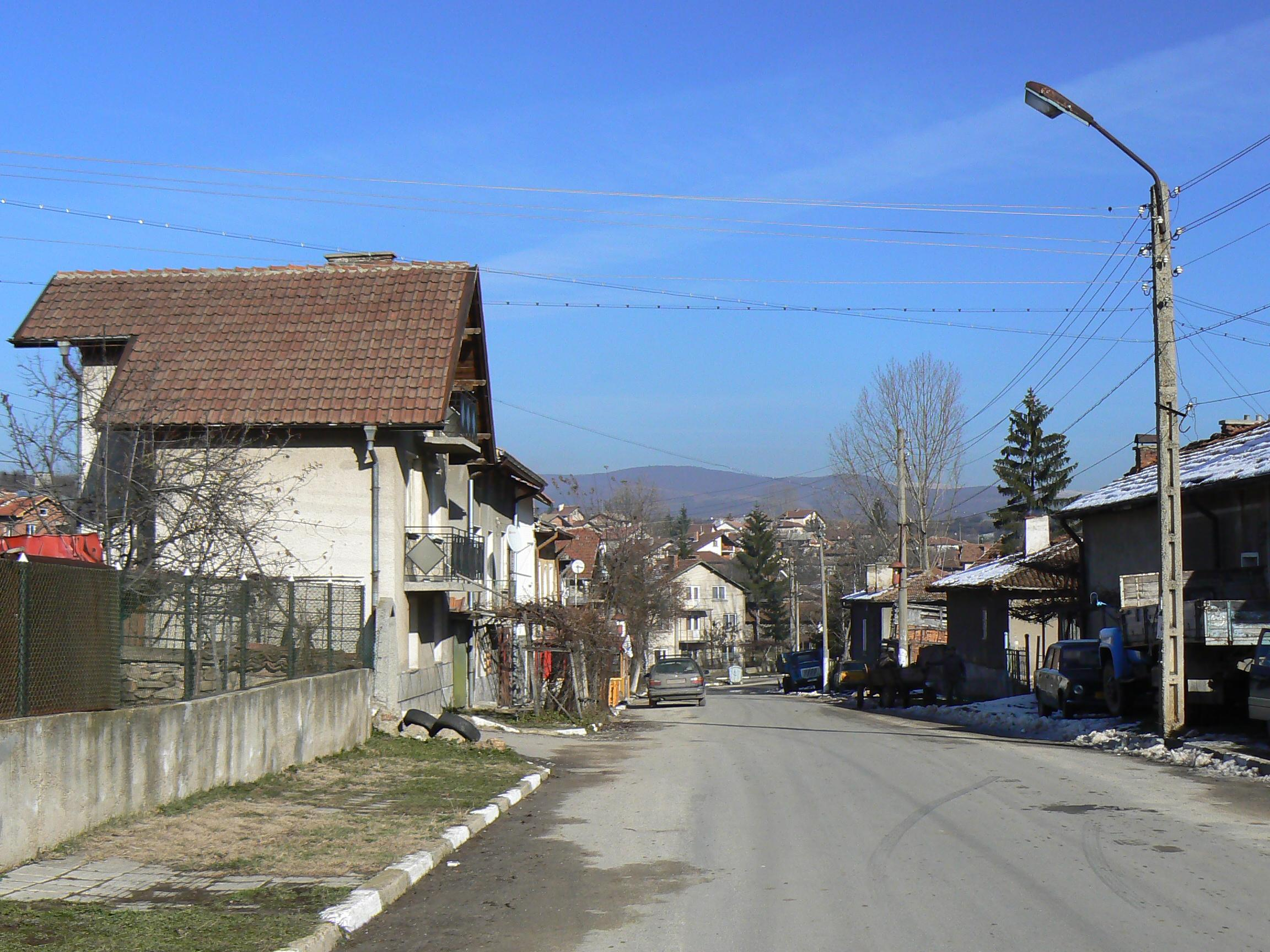

## Политическая ситуация
В местном кметстве Голема-Раковица, в состав которого входит Голема-Раковица, должность кмета (старосты) исполняет Милка  Александрова Спасова (Граждане за европейское развитие Болгарии (ГЕРБ)) по результатам выборов.
Кмет (мэр) общины Елин-Пелин — Галя Симеонова Георгиева (Граждане за европейское развитие Болгарии (ГЕРБ)) по результатам выборов.